# Orquitis
L'orquitis, en medicina, és la inflamació d'un o dels dos testicles. Generalment, aquesta inflamació és causada per un traumatisme o infecció.

## Etiologia
La causa més comuna són les infeccions causades per alguns virus i bacteris.

### Orquitis vírica
L'orquitis vírica sol afectar nens en la pubertat. Aquesta infecció va relacionada amb la parotiditis epidèmica. Generalment, l'orquitis apareix entre 4 i 6 dies després de les parotiditis. Tot i així, avui en dia la vacunació ajuda a evitar-la.

### Orquitis bacteriana
Generalment, l'orquitis bacteriana és causada per malalties de transmissió sexual. Alguns dels microorganismes causants són clamídies i gonorrea. Aquesta té més prevalença en homes d'entre 19 i 35 anys. Hi ha tota una sèrie de factors de risc que poden desencadenar o afavorir una infecció d'aquest tipus. Alguns d'aquests són: múltiples parelles sexuals, relacions sexuals sense protecció, relacions sexuals amb persones amb alguna MTS o antecedents personals d'alguna malaltia bacteriana de transmissió sexual.
A banda dels factors de risc relacionats amb les MTS, n'hi ha d'altres que també poden desencadenar-la. Algunes d'elles són: infecció urinària, ús perllongat de sonda vesical, cirurgia genitourinària.

## Signes i símptomes
L'orquitis es presenta principalment amb dolor sever i inflamació dels testicles. També, es pot presentar una epididimitis. Altres signes i símptomes de l'orquitis són la febre, malestar general, dolor inguinal, hematospèrmia (presència de sang al semen), inflamació de l'escrot, increment sensibilitat dels testicles, secrecions pel meat uretral, dolor en ejacular.

## Tractament
El tractament d'aquesta patologia té dos vessants: farmacològic i no farmacològic.
Pel que fa al tractament farmacològic, caldrà una bona adherència al tractament amb antibiòtics per combatre la infecció. És molt important que el tractament s'acabi i no interrompre encara que els símptomes hagin desaparegut. De forma simultània i per la inflamació també es prendran antiinflamatoris.
Pel que fa al tractament no farmacològic, s'haurà d'aplicar gel local, per alleugerir els símptomes i evitar que els testicles pengin, és a dir, utilitzar calçotets adequats, per subjectar-los correctament.

## Complicacions
Si l'orquitis no es tracta correctament poden aparèixer tota una sèrie de complicacions que poden arribar a la pèrdua del testicle. Algunes d'aquestes són: atròfia testicular, infart testicular, fístula escrotal cutània, abscés escrotal, epididimitis crònica, infertilitat, entre d'altres,